# Prima Serena
Serena es un personaje de ficción de la popular serie estadounidense de los años sesenta Bewitched, interpretado por Elizabeth Montgomery (en los créditos firmaba como Pandora Spocks) (1966) (1967-1972).

## Descripción
Serena era la contraparte de Samantha: una mujer muy moderna, sexualmente libre y muy bromista. Se creó este personaje porque Elizabeth Montgomery se había cansado de la inocencia de Samantha y se incluyó en la serie el mismo día del nacimiento de Tabatha, el 13 de enero de 1966, en el capítulo 18 de la segunda temporada. Aunque son primas, el parecido con Sam es muy similar (obviamente porque es interpretada por la misma actriz). Se diferencian solo en que Serena tiene el pelo negro y una mancha de nacimiento en la cara.
- Datos: Q6085830